# Saïd Hajji
Pour les articles homonymes, voir Hajji.
Saïd Hajji Harthi est un penseur et journaliste marocain, né le 29 février 1912 à Salé et mort le 2 mars 1942. C'est l'une des figures du nationalisme marocain. Précurseur de la presse nationale marocaine et fondateur du journal Al-Maghrib, il a notamment eu comme surnom « Sa Majesté la Presse ».

## Biographie

### Premières années
Saïd Hajji naît à Salé le 29 février 1912, un mois avant la signature du traité de Fès passant le Maroc sous protectorat français, dans une famille aisée et conservatrice, originaire de la tribu des Beni Ouriaguel et installée à Salé depuis le XVIIe siècle, de la lignée de Sidi Ahmed Hajji (qui finança et participa activement à la reprise de Mehdiya aux Espagnols en 1681). Son père, dont il est le plus jeune fils, est un commerçant dans le secteur du textile, patriote et tranquille négociant avec l'Angleterre, qui compte alors parmi les plus grandes fortunes de Salé.

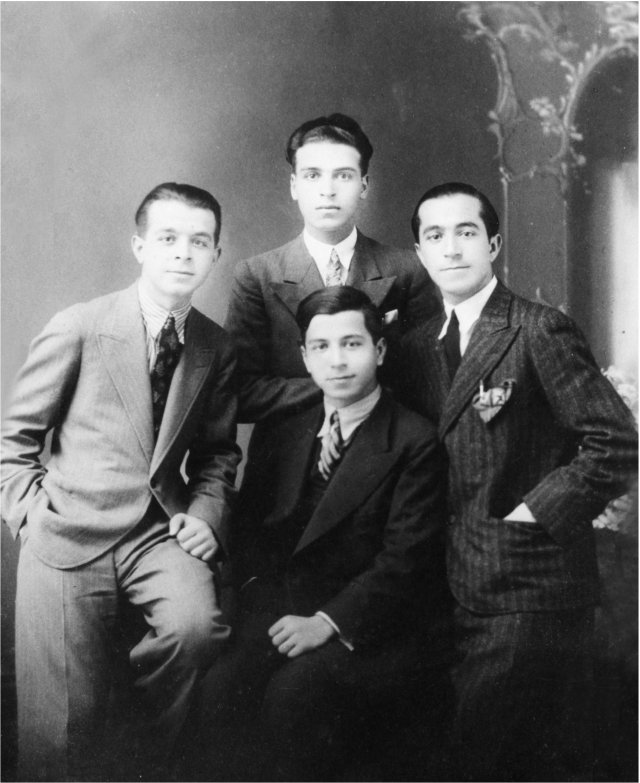
Photo des frères Hajji (Abdelkrim, Abdelmajid, et Saïd au premier rang) avec Abdelhadi Zniber à l'université de Damas.

Il grandit entouré de grands notables. Le benjamin de la famille et ses quatre frères entrent à l'école coranique. Enfant, il est marqué par l'emprisonnement de son frère aîné Abderrahmane à l'âge de 18 ans. La guerre du Rif, que son frère suivait avec engagement, l'a également influencé dès son plus jeune âge.
Adolescent, il forge sa personnalité et sa fluidité littéraire à l'Université de Beyrouth où il étudie quelques années avec ses deux grands frères avant de rejoindre l'Université de Damas dont il est l'un des meilleurs élèves. Il est finalement diplômé de la Faculté palestinienne de Naplouse. Toujours quelques journaux sous la main, il étudie et besogne jours et nuits pour réaliser son rêve de journaliste.

### Engagement nationaliste
Selon son neveu Abderraouf Hajji, auteur de Saïd Hajji : Naissance de la presse nationale, « [l]es discussions [ont] beaucoup mûri [Saïd Hajji] au point où [on l']appelait le "cheikh des jeunes" ».
En 1926, Saïd s'engage en créant l'association al-Widad pour faire ses premiers pas vers la presse. Il commence par publier les journaux Al-Widad, Widad, al-Madrassa et al-Watan pour lesquels il n'utilise qu'un papier de mauvaise qualité faute de moyens financiers. Le 8 janvier 1929, on pouvait lire en une de l'hebdomadaire al-Widad : « Ce journal a été créé pour combattre le colonialisme et l'esclavage. Chaque Marocain sera condamné à être anéanti s'il ne se réveille pas sur le champ et n'adopte la devise : la mort si nécessaire et que vive le Maroc ! »

### Disparition
Saïd Hajji meurt en raison d'une maladie incurable le 2 mars 1942, à seulement 30 ans. Un quartier, une bibliothèque et une avenue portent son nom à Salé.